# Reamonn
Reamonn was een Duitse rockband. De naam is afgeleid van de voornaam van de zanger van de band, Raymond Garvey. Hun debuutsingle Supergirl bereikte in 2000 de top 10 in de Duitse en Portugese hitlijsten.
In Nederland werden ze in de zomer van 2001 bekend doordat het nummer Supergirl regelmatig werd gezongen door Bart Voncken in het populaire tv-programma Starmaker. Daarna bereikte de single ook in beide Nederlandse hitlijsten (de Nederlandse Top 40 op Radio 538 en de Mega Top 100 op Radio 3FM) de top 10.
Na Supergirl scoorden de band geen hit meer in Nederland, maar in hun thuisland scoorden ze meerdere hits, waaronder Star en Alright. In België scoorde de groep wel nog, met Tonight en Serpentine.
Reamonn zong in 2001 ook in het nummer Be Angeled van de Duitse tranceformatie Jam & Spoon. Dit werd in Nederland een bescheiden hit. In 2004 werd er nog eens samengewerkt op de hit Set Me Free (Empty Rooms).
Eind augustus 2010 werd bekendgemaakt dat Reamonn na elf jaar uit elkaar gaat. Het best-of-album Eleven, dat drie nieuwe nummers bevat, zou de laatste release zijn.
Raymond Garvey is een solocarrière begonnen, de overgebleven bandleden hebben de groep Stereolove opgericht met de voormalige zanger van de band Vivid, Thomas Hanreich.

## Discografie

### Albums
- Tuesday (2000)
- Dream no.7 (2001)
- Beautiful sky (2003)
- Raise your hands (2004)
- Wish (2006)
- Reamonn (2008)
- Eleven (2010)

### Singles
| Single met eventuele hitnotering(en) in de Nederlandse Top 40 | Datum van verschijnen | Datum van binnenkomst | Hoogste positie | Aantal weken | Opmerkingen |
| ------------------------------------------------------------- | --------------------- | --------------------- | --------------- | ------------ | ----------- |
| Supergirl                                                     | 2001                  | 09-06-2001            | 3               | 15           | Alarmschijf |

| Single met hitnotering(en) in de Vlaamse Ultratop 50 | Datum van verschijnen | Datum van binnenkomst | Hoogste positie | Aantal weken | Opmerkingen |
| ---------------------------------------------------- | --------------------- | --------------------- | --------------- | ------------ | ----------- |
| Tonight                                              | 2006                  | 2006                  |                 |              |             |
| Serpentine                                           | 2007                  | 2007                  |                 |              |             |
| Through The Eyes Of A Child                          | 2008                  | 2008                  |                 |              |             |

### NPO Radio 2 Top 2000
| Nummer met noteringen in de NPO Radio 2 Top 2000 | '15  | '16  |
| ------------------------------------------------ | ---- | ---- |
| Supergirl                                        | 1632 | 1779 |

1. ↑  Een vetgedrukt getal geeft de hoogste notering aan.
2. ↑  2015 was het eerste jaar met een notering voor dit nummer.
3. ↑  Deze tabel is bijgewerkt tot en met de laatste editie (2024).